# 袋中
袋中（たいちゅう、天文21年1月29日（1552年2月23日）- 寛永16年1月21日（1639年2月23日））は、江戸時代前期の浄土宗の学僧。陸奥国岩城の出身で、道号を弁蓮社入観（べんれんじゃにゅうかん）、法諱を良定（りょうじょう）と号した。まだ見ぬ仏法を求めて明に渡ることを企図し、渡明の便船を求めて琉球王国に滞在。滞在中に琉球での浄土宗布教に努めた。渡明の便船が見つからず帰国した後は、京都三条の檀王法林寺をはじめ多くの浄土寺院の創建や中興をおこなった。

## 生涯

### 郷里と遊学
天文21年1月29日（1552年2月23日）陸奥国菊田郡西郷村（現在の福島県いわき市常磐西郷町）に父・賀茂杢兵衛（法名道祐）と母・八幡氏（法名妙喜）の第3子として生まれた。幼名は徳寿丸。母は陸奥国菊多郡の能満寺の虚空蔵菩薩に祈願して妊娠を覚え、出産の際に右手を握り、37日を経て開くと掌に虚空蔵菩薩の像があったと言われる。
6歳の頃より、毎朝東に向かって日輪を拝し、暮には西に向かって仏名を称したので、両親は徳寿丸が非凡であることを知ったが、7歳のある春の夜、徳寿丸は目から光を放ったので、両親は驚き「この子は凡庸の輩ではないので、早く俗塵を脱して精舎（仏門）に入れなければ」と言って、徳寿丸の叔父にあたり、先に長子の以八上人を託していた、菊多郡の能満寺住持である存洞良要に預ける事とした。
徳寿丸は5歳で1,000文字を暗記し、6歳で五経を誦したほどの英才であったので、入寺して間も無く三経一論のほか所要の経論を大概暗記した。これに存洞も大いに期待し、永禄8年（1565年）徳寿丸14歳の時に剃髪染布して出家させ、袋中良定と名乗らせた。袋中の名は史記の平原君の語にある「賢士の世に処するや錐の袋中に在るが如く、其の末必ず見われる。」に因っている。
袋中が16歳の時、存洞は更に彼の学解を磨くため菊多郡矢目の如来寺に預け、次いで元亀2年（1571年）20歳の頃に岩城郡山崎の専称寺へ修行のため行脚させた。さらに専称寺の本山である下野国大澤の円通寺で修行し、比叡山の高僧法泉僧正に大戒の受得を懇請して聖衆来迎寺で円頓戒を授けられている。天正4年（1576年）25歳の時に江戸増上寺に入衆して浄土宗白旗派の奥義を極め、さらに足利学校において禅を学んだ。
天正8年（1580年）29歳の時に故郷の成徳寺より住持就任の懇請があった。郷里の両親も気にかかったことから、これを引き受け成徳寺13世となる。住持就任後は、郷里の教化を進めながら数点の著作物を残してる。慶長4年（1599年）48歳の時に太守岩城貞隆が袋中に深く帰仰し、城内に一宇を創して菩提院袋中寺と名付けた。関ヶ原の戦い後、岩城貞隆が改易されると、袋中寺は城外へ移され、児島菴袋中寺と名を改めている。

### 渡海立志
袋中は、かねてより明に渡って未だ見ぬ仏法を学びたいと望んでいたが、慶長7年（1602年）51歳の時についに渡明を決意する。郷里の岩城を旅立った袋中は、まず安芸国宮島（現在の広島県廿日市市宮島町）の光明院にいた実兄の以八上人を訪ねている。ここで袋中は以八上人と問答をおこなったが、『袋中上人絵詞伝』によれば、中国から渡った仏典はすでに見ているではないかと言う以八上人に対し、袋中は彼の地で学ぶためにそれら仏典を暗唱しているのであり、私は渡明の強い志があるのです、と答えたと言う。これに対し、以八上人の伝記である『以八上人行状記』によれば、以八上人は当初どうしても渡明したいのであれば止めはしないと言ったが、結局は渡明に反対し、称名念仏に精進するよう袋中を諭した。袋中は以八上人の高論を黙って聞き、一度は渡明を思いとどまったようであるが結局は渡海したと伝えている。
『中山世譜　巻7』には「万暦31年（1603年、和暦では慶長8年）扶桑の人である僧袋中、国に留ること3年、神道記一部を著して還る。」とあることから、袋中は以八上人との問答後、1年と経ずに渡海したと考えられる。『袋中上人絵詞伝』も、52歳で渡海を決意して西海に赴き便船を求め、55歳で帰国したという記事の内容から、渡海の時期は『中山世譜』と同じであると考えられる。これに対し、『以八上人行状記』には問答後はるかに年を経て渡海したと記されており、『中山世譜』や『袋中上人絵詞伝』とは齟齬がある。
また、袋中自筆の『寤寐集』（ごびしゅう）には、薩摩国梶木（現在の鹿児島県姶良市加治木町）政所の別当で、乱心した佐渡介に十念を授けて平癒に導いたこと、日向国鵜戸（現在の宮崎県日南市）に赴いて2ヵ月後に梶木へ戻ったことが記されている。『寤寐集』では、この時期が明確ではないが、『檀王法林寺 袋中上人 - 琉球と京都の架け橋 -』では上記の出来事は琉球に渡る前のことで、袋中は以八上人との問答の後、九州各地を行脚しながら渡明の機会を窺っていたのではないかと推測している。
九州行脚をおこなったのか否か、いずれにせよ前述の通り『袋中上人絵詞伝』では西海、すなわち九州で便船を求め渡海したとしている。袋中が出航した港についての記録はないが、『琉球神道記 巻末 袋中良定上人伝』では『寤寐集』にある肥前国の平戸（現在の長崎県平戸市）の法音寺に立ち寄った記事によって、『檀王法林寺 袋中上人 - 琉球と京都の架け橋 -』では『琉球神道記』の稿本奥書にある平戸から帰国したと言う記事によって、出航したのは平戸ではないかと推測している。
しかし、袋中が渡明を企図した頃の国際情勢は、日本人が明に渡るのを容易に許すものではなった。『檀王法林寺 袋中上人 - 琉球と京都の架け橋 -』によれば、豊臣秀吉による文禄元年（1592年）と慶長2年（1597年）の2度に渡る朝鮮出兵のため、李氏朝鮮とそれを支援する明との関係は断絶しており、戦後の講和も遅々として進んでいなかった。また、日本に寄港する明と朝鮮以外の外国船も日本人を恐れて乗船を拒否していたのだと言う。このため袋中は、明へ直接渡るのではなく、琉球へ渡って、そこで船を求めることにする。
袋中が琉球に至った経路について、『袋中上人絵詞伝』には「折節便船ありければ先ず琉球に渡り給ひぬ。呂宋南蛮の商船を賴むといへども彼国の人は日本を東夷なりとをそれてかたく拒みて乗せす。」とあり、琉球までは渡ることができたが、その先の便船は見つけられなかったことを伝えている。これに対し、『飯岡西方寺開山記』には「此年入唐ノ望有テ、郷里ヲ去テ西海道ニ赴キ、商沽便船ヲ伺、漢土ノ著岸ヲ志ザスト雖ドモ、彼国東夷ヲ畏テ、堅ク旅船ヲ入レズ、故呂宋南蛮遠流ヲ凌ギ、風ニ依テ琉球至ルニ、」とあり、一旦はルソン島辺りまで南下したが、その後、琉球まで戻ったと伝えている。『寤寐集』にも「魯宋ニテ着岸ノ時、其国ヨリ海中ノ船ヲ責ト云、又海中ヨリ国ヲ攻ト云テ大ニ乱ス、」と、ルソン着岸時の混乱の様子が書かれており、『琉球神道記 巻末 袋中良定上人伝』および『檀王法林寺 袋中上人 - 琉球と京都の架け橋 -』の両書とも、傍証は無いが袋中はルソンまで渡ったのではないかと考察している。

### 琉球布教
結局、入明が果たせなかった袋中は、琉球で機会を待つことにする。『袋中上人絵詞伝』によれば、この時、国士の馬幸明と言う人物の帰依を受け、城外に開創した桂林寺の住持として迎えられた。
この馬幸明と言う人物について『檀王法林寺 袋中上人 - 琉球と京都の架け橋 -』では、慶長8年の年紀がある『琉球往来』の奥書に「那覇港馬幸氏高明」とあること、また『飯岡西方寺開山記』には「是以国士黄冠〈彼国第三位〉馬幸明ト云モノ」とあることから、馬幸明は那覇港に勤務していた士族で、黄冠の中では最上位となる位階三位であることから見ても、中山王府の高官であったろうと推測している。また『寤寐集』には、馬幸明に孫が生まれたが、この子は泣き声を発さず乳を飲むばかりで、やがて死んでしまいそうな様子であったことから、馬幸明は必死に袋中を頼ってきた。そこで、ある夜、袋中はこの子の元へ行き、文を書いて御守りとして渡すと翌朝この子は泣き出し、馬幸明は大いに喜んだと言う話があり、『檀王法林寺 袋中上人 - 琉球と京都の架け橋 -』では馬幸明が実在する人物で、袋中とかなり親しい間柄であったと考察している。しかし、中山王府では王族・貴族・上級士族の家譜が整備されていたにもかかわらず、馬幸明に関する家譜資料が確認されていないため、『古代文学講座11 霊異記・氏文・縁起』では「何者なのか不詳である」と述べている。
また『飯岡西方寺開山記』によれば、馬幸明は袋中に「琉球国は神国であるのに未だその伝記がない。是非ともこれを書いて欲しい。」と頻りに懇願した。はじめ袋中は旅行中であることを理由に断ったが、あまりに懇願するので『琉球神道記』全5巻を作成している。また『庭訓往来』のような初学の教本を求められ、児童のために『琉球往来』1巻を著している。『琉球往来』に引用された書簡文の宛名や差出人には、勝連王子、四方田狭（よみたん）王子、皆川王子、大里御屋形などの名が見え、袋中が琉球王国の上流階級と広く交流を持ったことが窺われる。琉球で儀間真常と出会い、儀間によって尚寧王に引き合わされ、両人の帰依を受けることとなった。後に尚寧王からはご親筆の賛辞と肖像画を送られていることからも、王の帰仰の深さを知ることが出来る。
袋中は桂林寺住持として、民衆への浄土宗布教に努めた。その教化の様子を『琉球国由来記　巻4　事始 坤』の「遊戯門」77節〔念仏〕では次のように記している。
袋中が渡来する前の琉球には、既に臨済宗や真言宗が伝わっていたが、『檀王法林寺 袋中上人 - 琉球と京都の架け橋 -』では、臨済宗や真言宗の修行に見られるような難解な仏教に比べ、ただ念ずることによって救われるという浄土信仰の「易業易修」の教えは、『琉球国由来記』に「俗ニヤハラゲテ、始テ那覇ノ人民ニ伝フ。」とあるように、土着信仰の根強かった琉球においても身近なものとして浸透していったのだと述べている。
しかし、後継住持の育成にまで手が回らず、また袋中が琉球を去った3年後の慶長14年（1609年）薩摩藩による琉球征伐（征縄の役）がおこなわれて琉球仏教が大打撃を受けたことから、琉球王国における浄土宗は次第に衰微して行った。

### 帰国後
『中山世譜』にあるとおり慶長8年（1603年）から琉球に滞在してきた袋中は、渡明の便船を待ちつつ浄土宗教化をおこなってきたが、その本来の目的が果たせそうに無いため、慶長11年（1606年）帰国することとした。
琉球から帰国した後の道程について、『袋中上人絵詞伝』と『琉球神道記』稿本奥書は次のように伝えている。
両書の記事を総合すると、袋中は琉球から平戸に帰国した後、浄土宗鎮西派祖の聖光上人が開基した筑後国の善導寺（現在の福岡県久留米市善導寺町）に立ち寄った。袋中はここから山陰方面に向かい、石見国湯津の薬師堂（現在の島根県大田市温泉津町）で『琉球神道記』の推敲を開始した。湯津に立ち寄った理由を『琉球神道記 巻末 袋中良定上人伝』では、浄土宗第三祖良忠に所縁の良忠寺に参詣するためではないかと推察している。石見国からは船で山城国に向かい、親しくしていた旧知の住持がいる山崎大念寺（現在の京都府乙訓郡大山崎町）を訪れたのが慶長13年（1608年）12月、ということになる。
『袋中上人絵詞伝』によれば、大念寺を後にした袋中は、橋本の西遊寺（現在の京都府八幡市橋本中ノ町）を訪れて同寺を中興した是遁和尚の影像を拝し、偈を作って賛嘆した。その後、伏見（現在の京都府京都市伏見区）に立ち寄り知人宅に泊まった。この時、伏見城代の松平定勝に拝謁して浄土宗の安心起行について聞かせたところ、松平定勝は袋中に深く帰依して師檀の契りを約した。また、松平定勝の死去後は嫡子の松平定綱も袋中に深く帰依した。
慶長16年（1611年）袋中60歳の春、京都三条大橋あたりに住む伏見次郞兵衞が深く帰依し、この地に長く留まって欲しいと自宅裏の藪を拓いて草庵を作り、袋中を迎えた。この場所は中に小溝の流れがあって道俗を分けへだてる清閑な所で、松平定綱より勧められた京都所司代板倉勝重もここを訪れ、袋中の道容に触れて深く渇仰した。やがて、道俗貴賤の別なく訪ねて来る人が日毎に多くなり、堀を埋めて整地するなどして堂宇を造営し、遂に寺となった。これが現在の檀王法林寺である。また、同じ年の3月には、侵攻してきた薩摩軍によって俘虜にされ、日本に連行されていた尚寧王より親筆の賛辞と肖像画を送られた。
元和5年（1619年）袋中は『法林寺什物帳』を作成し、これを住持第2世の團王良仙へ引き継いで法林寺を譲った。夏頃より洛北氷室山に移ったが、東山菊ケ谷（現在の京都府京都市東山区鷲尾町付近）にも小庵を作って、ある時は氷室へゆき、ある時は菊ケ谷に帰る、心のゆくにまかせて3年ほど居住した後、門人の善曳西月等に、ここはいずれ遊興地になるであろうからと言って、草庵地を方広寺大仏殿（京の大仏）のほとりに移した。これが東山五条にあった袋中庵である。『琉球神道記 巻末 袋中良定上人伝』によれば、袋中庵は山号を菊渓山と称して念仏道場とされたが、承応元年（1652年）に袋中の従姉妹にあたる清心尼を住持第2世として迎え、その後、女人のための念仏道場として京都でも有数の尼僧寺となったと言う。
元和8年（1622年）71歳の夏　奈良の寺院を巡って仏像祖影を拝していたところ、眉目山（まめやま）の辺りに廃寺を見つけ、これを別地に移して降魔山善光院念仏寺と名付けた。ちょうどその頃、その北にある浄瑠璃寺が、欠本の一切経を売って、破損した殿堂を修復することになった。これを聞いた袋中は使いをやって購入し、脱巻している部分は、時に自ら、時に他者を頼んで書き写して経論を一藏全備した。『寤寐集』によれば、念仏寺へは元和8年10月2日に移住している。
72歳の冬より浄瑠璃寺の辺に移住したが、同じ相楽郡瓶原（みかのはら）という所に天満宮があり、翌年の寛永元年（1624年）1月25日より袋中は17日間参籠をおこなった。隠棲のためこの辺りに草庵を作って奉祀参詣したいと考えていたところ、袋中に帰依した黒田新藏（法名淨安）が山影の良い場所を選んで草庵を設けた。これが心光庵で、現在は京都府木津川市加茂町の恭仁神社（くにじんじゃ）参道脇に旧跡のみが残っている。袋中は俗塵の気が絶えた幽深寂寞の地としてここを気に入り、ある事件が起こるまでの13年間この地で過ごした。
寛永14年（1637年）袋中が86歳の時、相楽郡内に重罪を犯した者があって死刑の判決を言い渡されたが、袋中はこれを酷く悲しんで赦免を願い出た。しかし、国の大法を曲げることは出来ないとして、袋中の訴えは聞き届けられなかった。袋中は教化の行き届かなかったことを悲しみ、この地を去ることにする。これまで帰依した人々はこれを引き止めたが、袋中の意志は固く船師黒助と言う者の船に乗って木津川を下っていった。
瓶原を出て、綴喜郡飯岡村（現在の京都府京田辺市飯岡西原）にたどり着いた袋中は、乱山四面に囲み清河遠く流れる紅塵不到の絶境にして、往古は精舍のあったこの地に奧林三良兵衞と図って寺院を再興することとした。これが現在の西方寺である。
寛永15年（1638年）87歳の時、袋中は三方の峯に石仏三体を刻立した。東の峯には薬師如来像を安置して書写した薬師経一部を像の下に埋め、南の峯には釈迦如来像を安置して法華寿量品を埋め、西の峯には阿弥陀仏の像を立て阿弥陀経を埋めさせた。15日は弥陀感応の日で、毎月遠近の道俗が花を折り香を携えて西の峯に上り、阿弥陀経を供養する日であったので、袋中も阿弥陀仏の前で參詣の道俗に対し十念を授け勧導するのが恒例であったが、袋中は冬頃より体調がすぐれず気力が衰えており、自らの死期が近いことを感じていた。
翌寛永16年（1639年）1月15日は阿弥陀參詣の人も多く、西の峯で袋中が来るのを待っていたので、今生最後の勧導をおこなうべく侍者に手を引かれて寺を出たが、老境の身に病を抱えて仏前まで行くことが出来ず、しばし休憩してから止むを得ず麓で恒例の十念を授けた。翌16日、病が重くなったので西方寺に臨終の道塲を設けた。20日になり、遠近の門弟信者を招き集めて、自分が死去後の誡めを伝えたり、日々の親愛を謝すなどすると、双林涅槃の儀にならって頭北面西に床臥した。寛永16年1月21日（1639年2月23日）卯の刻、しばし微笑すると袋中は88歳で眠るごとく息を引き取った。

## 没後
袋中の沖縄での布教により始まった念仏踊りはエイサーとして現在も引き継がれている。袋中を開祖とする檀王法林寺開創400年にあたる2011年には、九州国立博物館と沖縄県立博物館・美術館で「琉球と袋中上人展 - エイサーの起源をたどる」と題した展覧会が開かれた。

## 著作
- 『立宗論記』　（全4巻）
- 『大原端書』　（全1巻）
- 『梵漢字』　（全2巻）
- 『血脈論』　（全1巻）
- 『啓袋』　（全1巻）
- 『明眼論記』　（全1巻）
- 『琉球神道記』　（全5巻）
- 『琉球往来』　（全1巻）
- 『天竺往生記抄』　（全1巻）
- 『臨終要決抄』　（全1巻）
- 『聖鬮』　（全16巻）
- 『白記』　（全12巻）
- 『釋書抄略頌』　（全1巻）
- 『五重略釋、五重別釋、難遂機要釋、受手印要釋、領解要釋、決答要釋』
- 『切紙大経六通觀経四通小経五通』
- 『霊地集』　（全2巻）

- 『選択之伝』　（全1巻）
- 『舎利記』　（全1巻）
- 『四十二章経註』　（全1巻）
- 『帰命般舟』　（全1巻）
- 『浄土最初曼荼羅略記』　（全1巻）
- 『浄土第三曼荼羅略記』　（全1巻）
- 『泥洹之道』　（全1巻）
- 『五百誓願略経私記』　（全2巻）
- 『東西問答』　（全1巻）
- 『五岳一塊集』　（全1巻）
- 『諸上善人詠略釋』　（全1巻）
- 『仏本行略経鈔』　（全6巻）
- 『隨問記』　（全1巻）
- 『後出阿弥陀仏偶私記』　（全1巻）
- 『涅槃像考文抄』　（全1巻）
- 『寤寐集』　（全1巻）